# Villa Pignatelli
La Villa Pignatelli (o Villa Acton Pignatelli) es una villa monumental de Nápoles situada en la Riviera di Chiaia. El edificio, con un parque anexo, representa uno de los ejemplos más significativos de la arquitectura neoclásica en la ciudad. En su interior tienen su sede el Museo Principe Diego Aragona Pignatelli Cortés y el Museo de Carruajes de la Villa Pignatelli. Es una atracción turística la plaza frente a la Villa Pignatelli, donde se encuentra el monumento El pescador, realizado en bronce por el escultor Giovanni De Martino en 1920. La obra representa a un pescador capturando un cangrejo.

## Historia
Construida en 1826 por órdenes del baronet Sir Ferdinand Richard Acton, hijo de John Francis Edward Acton, primer ministro de Fernando I, la villa fue diseñada por Pietro Valente, a quien sucedió en 1830 Guglielmo Bechi. Para ejecutar las obras fue necesario demoler una casa preexistente perteneciente a los Carafa.
Las obras de Valente no fueron simples, debiendo adecuarse continuamente a las precisas exigencias del propietario inglés. Fueron varias las controversias entre las dos partes sobre las obras de ejecución, tanto que el arquitecto napolitano tuvo que presentar veintidós proyectos diferentes para llegar al acuerdo con Ferdinand Richard Acton. A causa de estas diferencias, las obras de decoración interior y las del jardín exterior fueron encargadas a otra persona, el toscano Guglielmo Bechi.
Algunos años después de la morte de Acton, en 1841, la villa fue comprada por Carl Mayer von Rothschild, miembro de la ilustre familia de banqueros alemanes Rothschild, que la habitaron hasta 1860. El noble de Fráncfort encargó las obras de embellecimiento primero a un arquitecto parisino y luego, insatisfecho por el trabajo, a Gaetano Genovese. Data de esta fase la edificación en el extremo septentrional del parque del palacete de tres plantas conocido como Palazzina Rothschild.

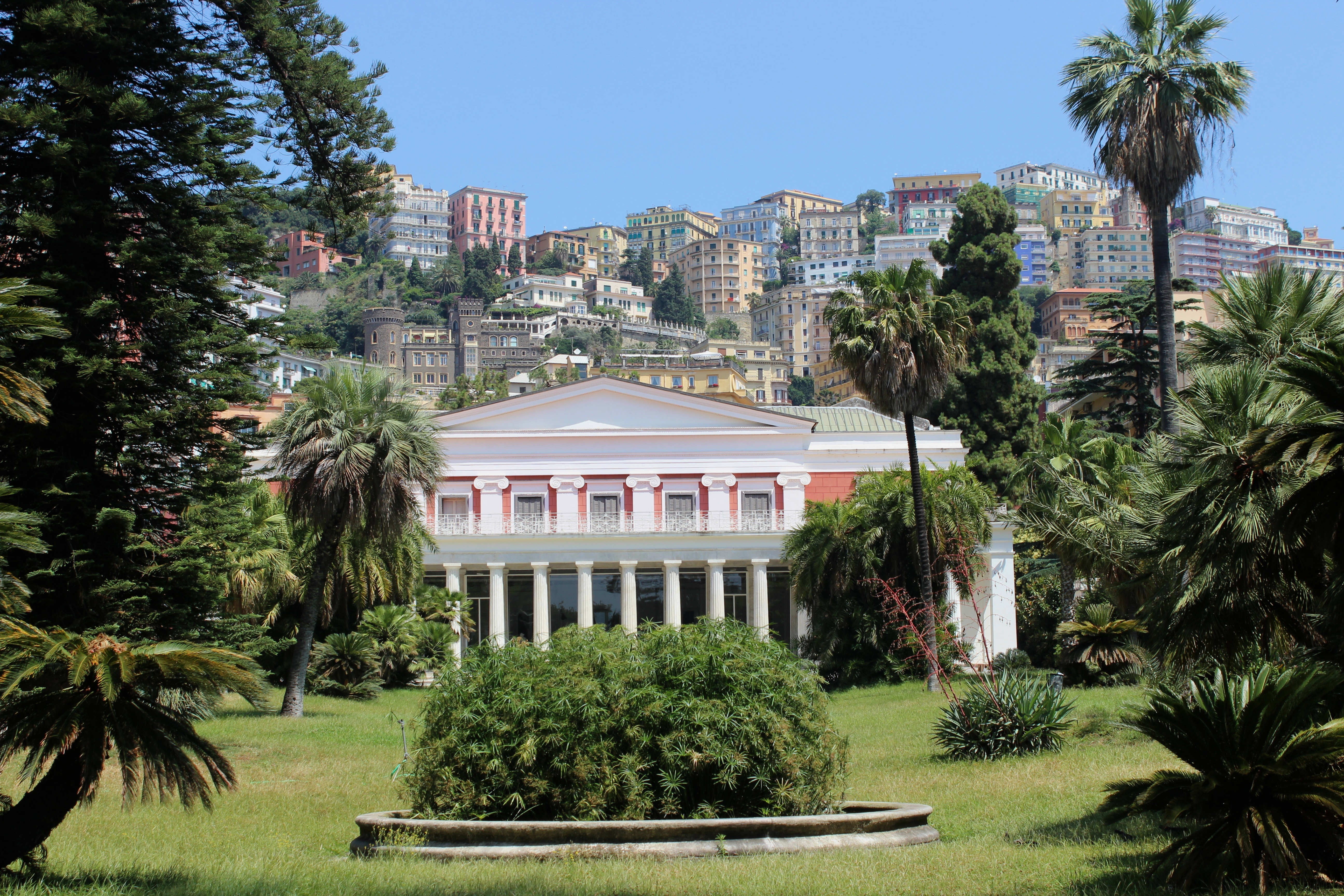
La fachada vista desde el parque.

En 1867 la familia alemana siguió la misma suerte que los Borbones de Nápoles, los cuales fueron expulsados de la ciudad tras la unificación italiana. Así, la villa fue cedida al príncipe Diego Aragona Pignatelli Cortés, duque de Monteleone. Los Pignatelli fueron nobles muy refinados en los gustos y en los modos, tanto que transformaron el lugar en un punto de encuentro cultural entre intelectuales y la alta aristocracia napolitana y europea.
Con testamento público del 10 de septiembre de 1952, la princesa Rosina legó la villa al Estado italiano, a través del Ministero della pubblica istruzione, que en la época garantizaba también la tutela de los bienes culturales. Los Pignatelli fueron por tanto los últimos propietarios de la villa, viviendo allí desde 1897 hasta 1955, fecha en la cual se ultimó la donación del inmueble al Estado Italiano para que fuera transformada en un apartamento-museo destinado a perpetuar el nombre de su marido y nieto de Diego Aragona Pignatelli, además de su tocayo, el príncipe Diego Aragona Pìgnatelli Cortés, fallecido en 1930. Junto a la villa, la familia Pignatelli donó también lo que logró reunir en el curso de los años: platas, bronces, porcelanas, esmaltes, cristales, una importante biblioteca y unos cuatro mil discos de vinilo de música clásica y lírica. Todos estos objetos están expuestos actualmente en las estancias que componen la villa.
En 1960 la villa fue abierta al público con el nombre de Museo Principe Diego Aragona Cortés. En ese mismo año, se produjeron además otras importantes donaciones, en su mayor parte de carruajes y materiales anexos, entre las cuales destaca la del marqués Mario d'Alessandro di Civitanova, gracias a las cuales nació el Museo de Carruajes de la Villa Pignatelli, que sin embargo fue inaugurado en 1975 y no abrió al público hasta 2014.

## Descripción

### Exterior
En la plaza frente a la Villa Pignatelli, se encuentra la escultura "Il pescatore" realizada en bronce por el escultor Giovanni De Martino en 1920. La escultura representa a un pescador intentando atrapar un cangrejo.

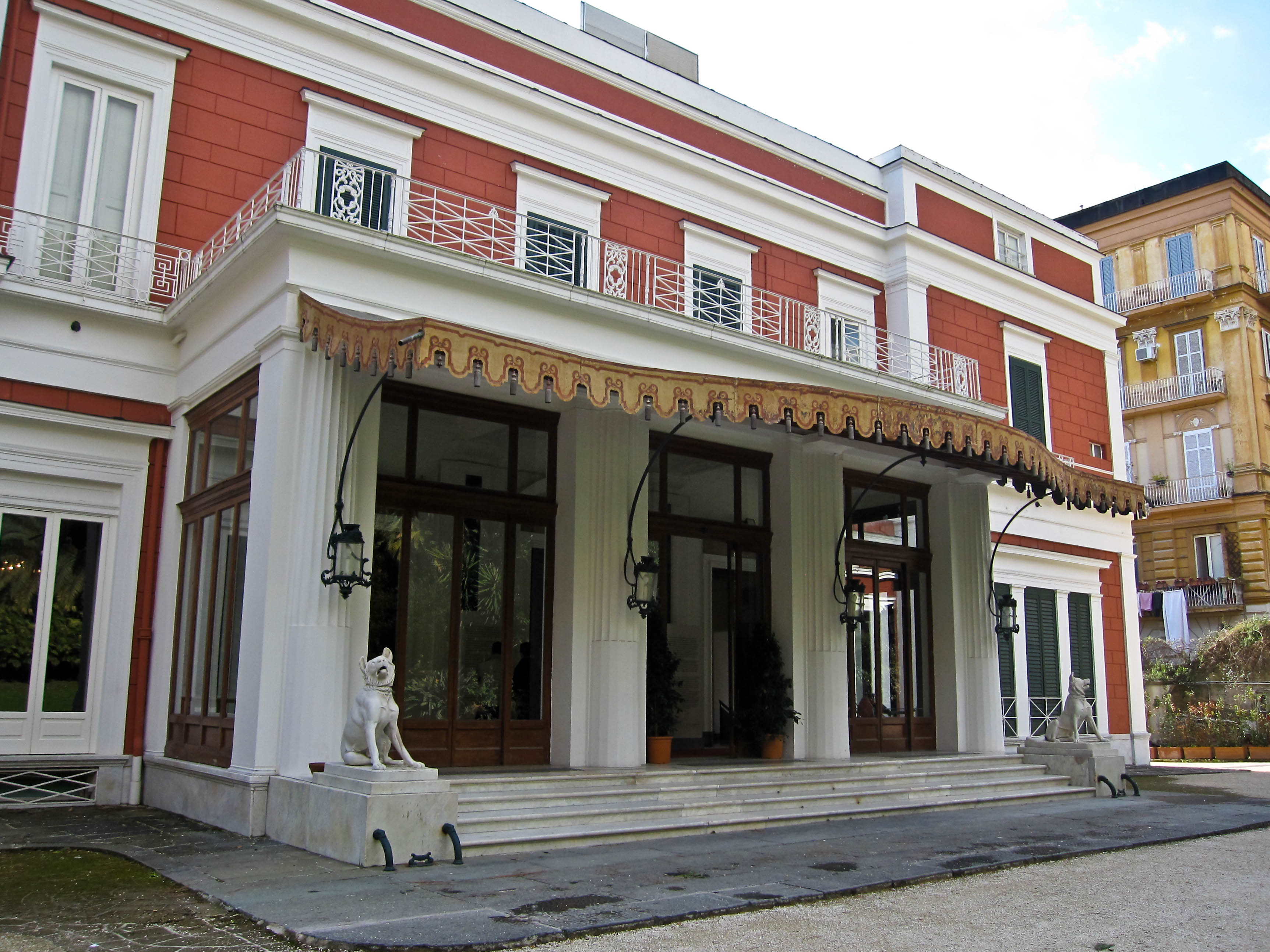
La fachada posterior.

La residencia, pensada como una domus pompeyana, se caracteriza por una planta cuadrada generada por la suma de dos rectángulos iguales. Uno de estos, desarrollado en dos plantas, constituye el verdadero cuerpo del edificio, mientras que el otro, articulado solo al nivel de la planta baja, está precedido en la fachada meridional por un pórtico de entrada con una columnata de orden dórico y estaba destinado a la residencia señorial. La entrada a la villa, que se encuentra sin embargo en el lado posterior, en el atrio, fue diseñada por Valente para que se pudiera acceder al edificio directamente en carruaje mediante dos rampas laterales.
En la planta baja de la Palazzina Rothschild, en lo que eran los establos de la villa, frente a la fachada posterior, se encuentra el Museo de Carruajes de la Villa Pignatelli, que expone varios ejemplares de vehículos y accesorios anexos de finales del siglo XIX en su mayor parte realizados en París, Nápoles y Londres.
El jardín inglés, original en el diseño de las avenidas y con variedad en la elección de las plantas dispuestas a boschetto, fue proyectado por Guglielmo Bechi. La actual disposición respeta el diseño original. Entre las especies más bellas y raras existentes en la actualidad se pueden mencionar la Araucaria excelsa, la Grevillea robusta, el Ficus magnolioides, la Strelitzia augusta, varios tipos de Cycadaceae y palmeras de varias especies. También son numerosas las plantas de camelias; por último, en el césped posterior destaca con su imponencia una Magnolia grandiflora. Enriquecen finalmente el parque otros pequeños edificios de género «pintoresco» edificados a finales del siglo XIX: la torreta neogótica, el chalet suizo y el invernadero.

### Interior
La villa dispone de tres plantas. La planta baja es la que conserva el aspecto de residencia nobiliaria y alberga la rica colección de porcelanas orientales del siglo XVIII y del siglo XIX, cuadros y otros objetos donados por la princesa Rosina y que constituyen el Museo Principe Diego Aragona Pignatelli Cortés. El altillo y los sótanos, accesibles mediante escaleras de servicio bien disimuladas, estaban destinados al servicio, a los armarios y a los almacenes, mientras que las cocinas estaban situadas en el sótano de una construcción cercana y unidas a la villa mediante una pequeña galería subterránea. Por último, la primera planta, accesible desde el vestíbulo circular de entrada, estaba destinada a la residencia señorial.
Desde el vestíbulo oval de la planta baja situado después de la entrada a la villa desde la fachada posterior, es visible un trípode neoclásico de madera, mármoles polícromos y piedras duras en el centro de la sala. Desde este espacio se abren tres accesos gracias a los cuales se puede llegar a las otras estancias de la planta baja de la villa, a través de las puertas en el lado frontal y a la izquierda, mientras que desde la puerta en el lado derecho se llega a las estancias de la planta superior mediante una escalera de caracol. Al este está la pequeña sala de armas, donde se exponen armas y utensilios de caza, e inmediatamente después se llega al gran salón de las fiestas (utilizado actualmente también para conferencias) y desde aquí a la sala de la orquesta. Frente a la entrada, también en el vestíbulo, está el Salotto Rosso, punto central de la villa desde el cual se despliegan todas las otras salas. Por último, en la primera planta hay algunas pinturas decorativas de las estancias, entre ellas la pintura circular que representa La primavera de Giacinto Diano, que data de finales del siglo XVIII.

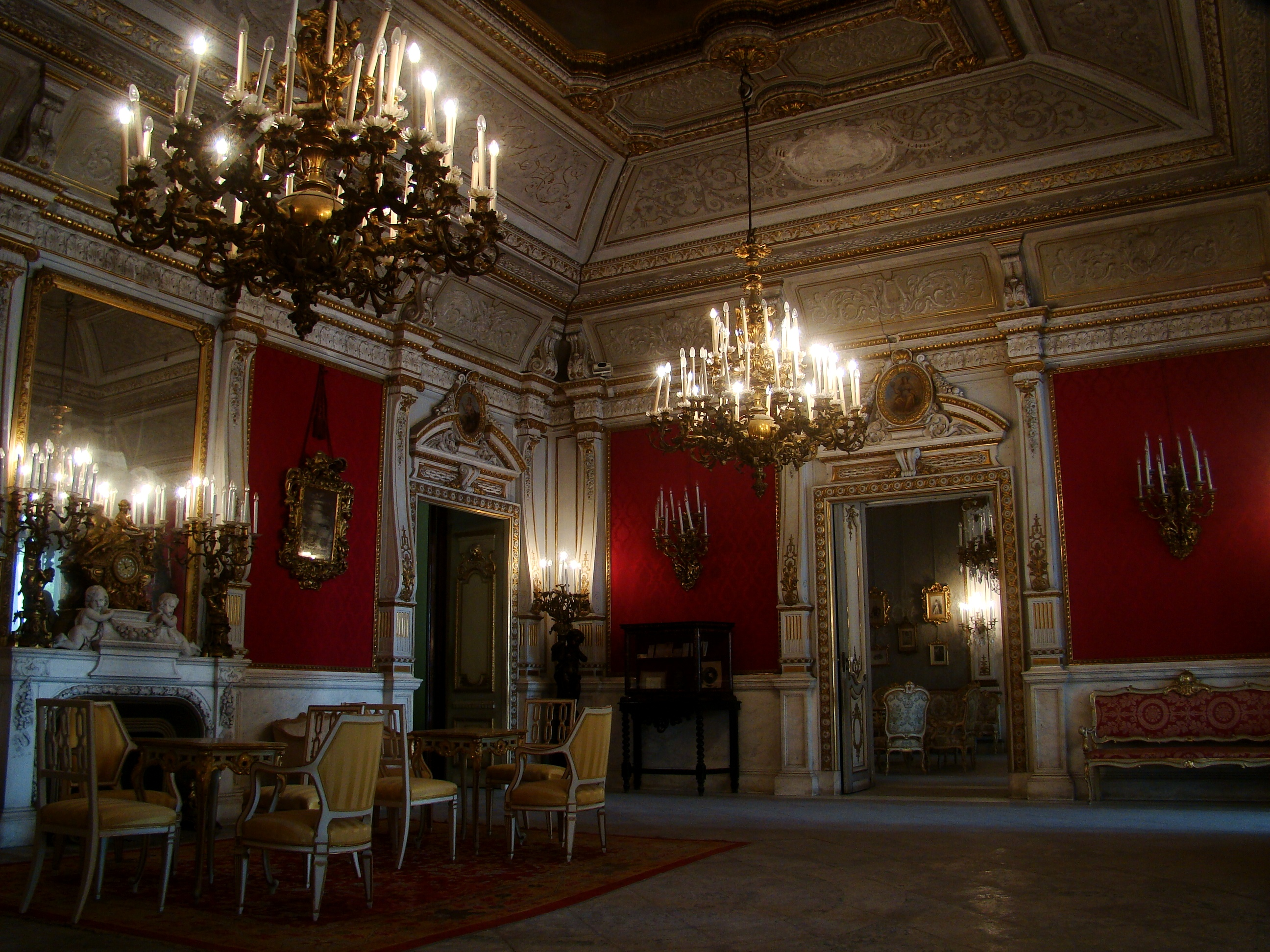
La Sala Rossa.

La Sala Rossa presenta en el techo la pintura Alegoría de la arquitectura de autor desconocido, atribuido según algunos a Francesco Oliva, particularmente activo en el siglo XIX en las obras decorativas de los palacios nobiliarios de la ciudad, en cuya escena se puede admirar un pequeño genio que sostiene una hoja en la cual es visible la planta de la villa. Las alteraciones arquitectónicas y las decoraciones en estuco blanco y dorado datan de la época de los Rothschild (mediados del siglo XIX) y posteriormente de las manos de Gaetano Genovese, el cual modificó el proyecto original de un arquitecto parisino de identidad desconocida. El pavimento es en terracota pintada, mientras que el mobiliario forma parte de la manufactura napolitana y francesa típica del siglo XIX.

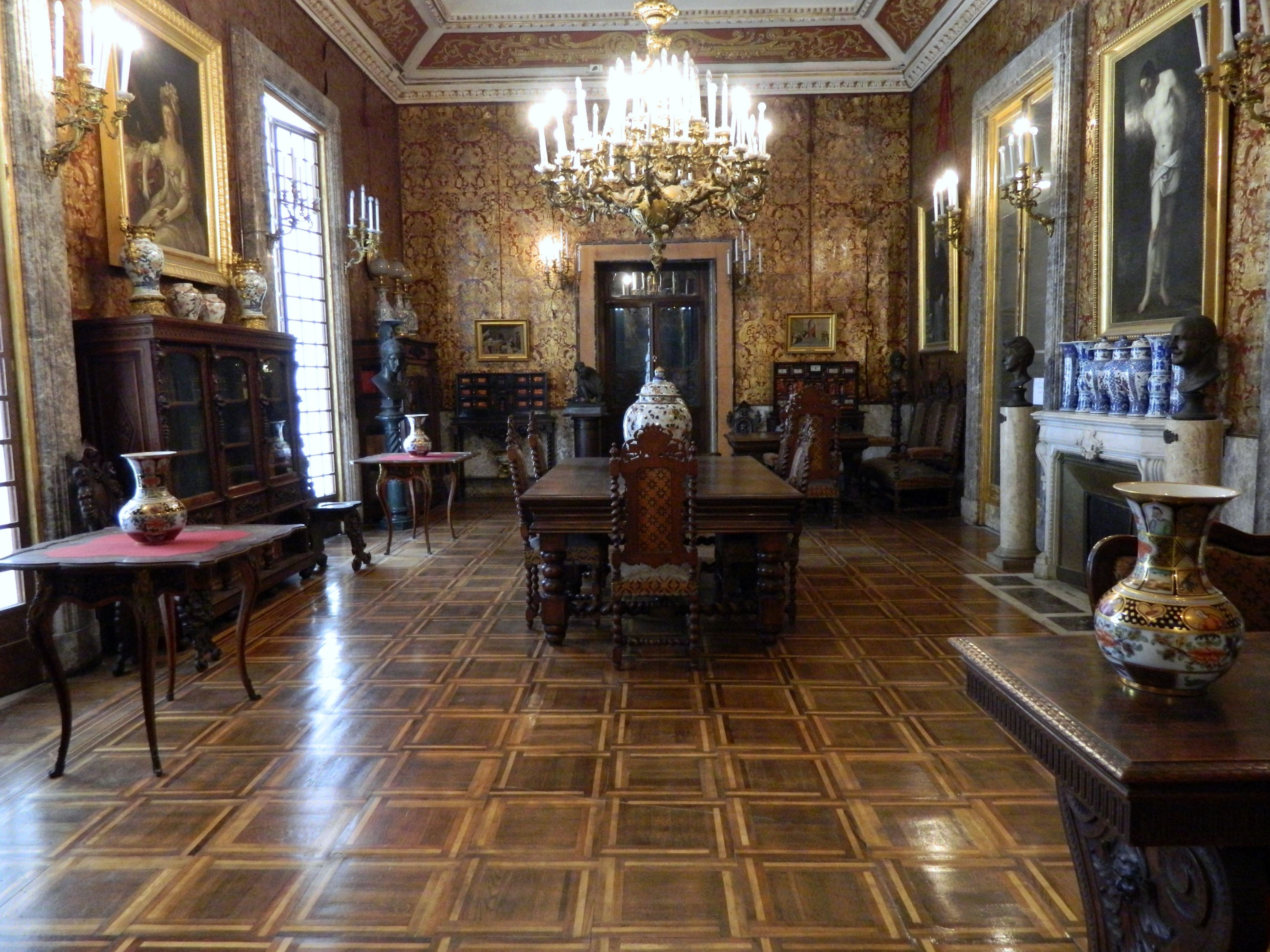
La biblioteca.

Desde el Salotto Rosso se accede al oeste al Salotto Verde, dominado por el escritorio de madera y bronce con incrustaciones de porcelana y motivos vegetales. También es destacable el pavimento de arcilla pintada, que recuerda a la sala precedente, y las colecciones de porcelanas provenientes de las mayores fábricas de la época, entre ellas las de Capodimonte y Viena.
Desde esta estancia se puede alcanzar al norte el comedor, que muestra un importante número de jarrones de porcelana decorados con motivos animales, vegetales o históricos, y sobre todo una valiosa vajilla de Limoges de la primera mitad del siglo XIX con cubiertos de plata y copas con el escudo nobiliario de la familia Pignatelli; al sur está la biblioteca, caracterizada por el valioso revestimiento de las paredes, muebles tallados en estilo neorrenacentista y sillones tapizados en cuero con escudos familiares. La estancia, que era utilizada por los Acton como sala de billar, expone además varias obras entre las cuales está un Retrato de María Carolina de autor desconocido del siglo XVIII, las tablas con las Historias de la Virgen de Giovanni Filippo Criscuolo de en torno a 1530, que representan el Nacimiento de la Virgen, la Presentación en el Templo y la Boda de la Virgen, y la escultura en bronce del Narciso de Vincenzo Gemito, firmada y datada 1886 y dedicada directamente a Diego Pignatelli. El rico fondo bibliotecario cuenta dos mil textos y más de cuatro mil discos de lírica y música clásica; entre los libros conservados está la serie completa del Real Museo Borbonico que cataloga e ilustra con grabados todos los hallazgos vesubianos conservados posteriormente en el Museo Arqueológico Nacional de Nápoles.

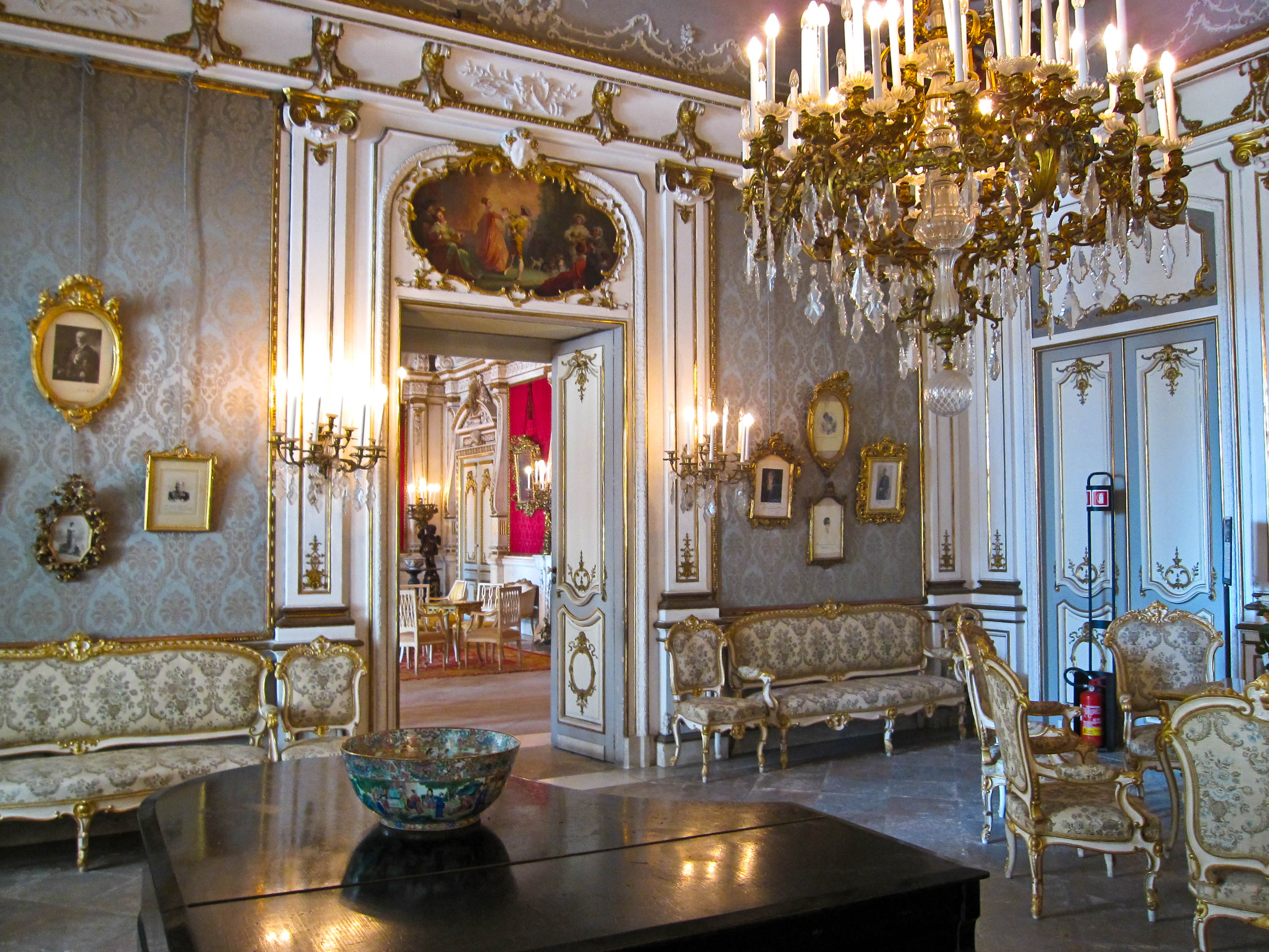
La Sala Azzurra.

La otra mitad de la villa está compuesta por el Salotto Azzurro, utilizado históricamente por la princesa Rosina como sala donde recibir a los huéspedes, que conserva todavía el aspecto original del siglo XIX con sus decoraciones pintadas en la bóveda. La sala muestra además testimonios históricos relacionados con la familia Pignatelli a través de fotografías de huéspedes ilustres de la villa, como los miembros de la Casa de Saboya o de otras familias nobles europeas. Después de la Sala Azzurra está la sala de fiestas, cuyas decoraciones en estuco, pinturas y muebles son los originales realizados entre 1870 y 1880 por el pintor romano Vincenzo Paliotti. La sala, que muestra también un busto de bronce de 1794 obra de Manuel Tolsà que representa al conquistador Fernando Cortés, antepasado de los Pignatelli, confluye mediante una apertura de tres entradas en la sala de la orquesta, a espaldas de la cual hay una pequeña sala que era utilizada por los huéspedes ilustres que necesitaban retocarse el aspecto durante los bailes. De forma semicircular, la estancia es denominada salottino pompeiano debido a la decoración de las paredes realizada por el florentino Guglielmo Bechi con estucos de estilo pompeyano. Los frescos, con figuras femeninas, vistas y cupidos, se atribuyen a Nicola La Volpe y Gennaro Maldarelli.
En el lado frontal de la villa, dedicado a exposiciones y conciertos, está la destacable veranda neoclásica, caracterizada por una doble línea de columnas neo-dóricas en la fachada y por esculturas del siglo XIX que decoran el interior. Concebida originalmente como un espacio abierto hacia el jardín, fue cerrada con ventanas y puertas colocadas entre las columnas más exteriores en torno a finales del siglo XIX. En su interior se conservan los dos bustos de mármol de la segunda mitad del siglo XVIII del Papa Inocencio XII Pignatelli y del Papa Clemente XI Albani, ambos de Domenico Guidi, la escultura de mármol de Diego Pignatelli, duque de Monteleone, obra de Leonardo Pennino que representa al príncipe con postura y traje clásico, a modo de emperador romano, la estatua de la Bailarina de Carlo Chelli y por último tres esculturas del siglo XIX que representan a Venus con manzana, Venus que sale del baño y Venus con delfín y putti alados.

## Museos
En el interior del complejo de la Villa Pignatelli tienen su sede dos museos: uno es el creado por voluntad de Rosina Pignatelli en 1952, el Museo Diego Aragona Pignatelli Cortés, que se encuentra en el interior de las estancias de la planta baja de la villa, donde se exponen en su colocación original los objetos propiedad de la familia (platas, bronces, utensilios, muebles, cuadros…), el otro es el Museo de Carruajes de la Villa Pignatelli, inaugurado en 1975 con la adquisición de piezas de colecciones privadas y que se encuentra en el interior de los antiguos establos de la villa, en la planta baja de la Palazzina Rothschild, situada en la esquina noroeste del parque.